# Luzula lactea
Luzula lactea là một loài thực vật có hoa trong họ Juncaceae. Loài này được (Link) E.Mey. mô tả khoa học đầu tiên năm 1823.